# Schmalfeld (Wüstung, Kitzingen)
Schmalfeld (später Reupelshof, Reubelshof) ist eine Wüstung an der Gemarkungsgrenze der kreisfreien Stadt Kitzingen im gleichnamigen Landkreis in Unterfranken. Die Siedlung wurde im 16. Jahrhundert verlassen. Wahrscheinlich war sie zuvor bereits zu einem einzelnen Hofgut umgewandelt worden.

## Geografische Lage
Schmalfeld wurde bereits in einer Urkunde des Hochmittelalters zwischen Kitzingen und Großlangheim lokalisiert. Nach der Auflösung der Siedlung wurde die Gemarkung zunächst größtenteils Großlangheim zugesprochen. Heute erhebt sich an der Wüstungsstelle das Gelände des Flugplatzes Kitzingen mit dem conneKT Technologiepark südlich der Staatsstraße 2272. Die Siedlung wurde von der Bimbach durchflossen, die hier Weihersbach genannt wird. Die Flurlagen Reupelswand und Schmalfelder Wiesen erinnern an den Ort.

## Geschichte
Der Name der Siedlung mit der Endung -feld verweist auf die Besiedlungsphase des 6. oder 7. Jahrhunderts, als fränkische Kolonisatoren die alteingesessenen germanischen Stämme unterwarfen und die Landeserschließung vorantrieben. Das Präfix Schmal- (von lat. malus) geht wohl auf die natürliche Geografie um das Dorf zurück. Die Stelle war nicht sehr fruchtbar und ermöglichte wohl nur wenigen Familien das Überleben.
Erstmals erwähnt wurde Schmalfeld im Jahr 1276. Damals überließ Eberhard Fuchs (von Bimbach) das Dorf „Smalvelt“ dem Zisterzienserkloster Ebrach. Die Mönche wandelten das Dorf in eine sogenannte Grangie, ein Einzelgehöft, um, ließen lediglich das befestigte Haus im Ort stehen. Die Wasserburg diente ursprünglich dem Geschlecht der Segnitz von Schmalfeld als Ansitz. Im Jahr 1336 wurde der Hof zwischen Kitzingen und Großlangheim als „Scmaluelt“ bezeichnet. Das Urbar des Klosters beschrieb den Hof genauer. So gehörten mehrere Wiesen und Gehölz neben den Wirtschaftsflächen zur Anlage. Ebrach hatte den Hof an das Ehepaar Wiener verpachtet.
Im 14. Jahrhundert wechselten die Hofgüter häufig den Besitzer. So schenkte 1351 ein gewisser Konrad, genannt Ekhart, dem Kitzinger Spital einige Wiesen bei dem Hof. Im Jahr 1359 erhielt das Würzburger Domkapitel einige Zinsen aus „Smalfelt“. Das Spital in Kitzingen erhielt 1365 weitere Wiesen auf der „Smalfelder“ Markung. Das Landgericht in Nürnberg hob im selben Jahr den Verkauf des Hofes durch Kunz Raspe an Götz von Hohenlohe auf. Er blieb weiterhin in Händen der Steigerwaldabtei.
Pächter wurden im Jahr 1368 Heinz Cölln und seine Frau aus Kitzingen. Sie mussten 1379 nach dem Urteil eines Schiedsgerichts Baugeld für den Hof zur Verfügung stellen. Der Schmalfelder Hof bestand damals neben den Wirtschaftsgebäuden auch aus einer kleinen Kapelle. Gegen Ende des 14. Jahrhunderts war der Hof bereits zeitweise wüst gefallen. Hierfür wurde Heinz Cölln verantwortlich gemacht. Im 15. Jahrhundert pachteten einige Kitzinger Familien den Hof, so ist ab 1488 die Familie Segnitz dort nachgewiesen.
Nachdem die ehemalige Burganlage einige Jahre leer stand, wurde sie wohl im Jahr 1515 von der Stadt Kitzingen abgebrochen. Im Jahr 1520 übergab das Kloster Ebrach noch einige Ackerflächen und Wiesen an die Gemeinde Hoheim. Von da an ist erstmals eine Wassermühle mit Rittergut an der Stelle der alten Siedlung nachgewiesen.
Es wurde 1662 von der Familie Reubold gekauft, die den Namen Reupelshof prägte. Eventuell geht der Name auch auf den Hof-Kammerdirektor Reubel oder den Würzburger Kaufmann Reibelt zurück. 1764 erwarb das Würzburger Juliusspital den Hof. Noch 1816 wurden die erhaltenen Überreste der befestigten Vorgängerbauten zum Straßenbau verwendet. 1893 erhielt ein Haltepunkt an der Bahnstrecke Kitzingen–Schweinfurt den Namen Reubelshof. Zu Beginn des 20. Jahrhunderts wurde beim Flugplatzbau auch die Mühle abgerissen.